# Station Pont-Sainte-Maxence
Station Pont-Sainte-Maxence is een spoorwegstation in het Franse department Oise. Het stationsgebouw bevindt zich in de gemeente Pont-Sainte-Maxence, de rest van het station in de buurgemeente Les Ageux. Het station ligt aan de spoorlijn Creil - Jeumont.

## Treindienst
| Serie | Treinsoort | Route                                                | Bijzonderheden |
| ----- | ---------- | ---------------------------------------------------- | -------------- |
| C 13  | TER (SNCF) | Paris-Nord – Creil – Pont-Sainte-Maxence – Compiègne |                |